# Clément Maury
Clément Maury, né le 20 novembre 1985 à Aurillac, est un footballeur français, évoluant au poste de gardien de but au FC Bastelicaccia depuis 2022 en Régional 1.

## Biographie
Clément commence le football à l'AS Belbex avant de rejoindre le club d'Aurillac dès les poussins. Sélectionné en équipe d'Auvergne des 15 ans, il est repéré lors de sélections départementales par Châteauroux, club qui évolue alors en Ligue 2. Clément rentre au centre de formation berrichon en 2000.
Tout en continuant ses études (Bac S mention Assez Bien obtenu en 2003), il intègre le groupe professionnel comme 3e gardien. Évoluant avec l'équipe réserve en CFA 2 à 40 reprises, il s'assied 15 fois sur le banc de la Ligue 2. En octobre 2003 puis en octobre 2004, Clément est présélectionné en équipe de France (U17 et U18) où il côtoie alors Steve Mandanda et Simon Pouplin. Clément ne réalise cependant aucune apparition avec l'équipe première de Châteauroux.
En 2005 et après deux saisons de stagiaire professionnel, il rejoint Brive en CFA afin de trouver du temps de jeu et avec l'envie de retrouver au plus vite le haut niveau. Il décide en parallèle de reprendre ses études et obtient un BTS Informatique de Gestion en étant major de l'Académie de Limoges.
Il rejoint ensuite le club de Toulouse Fontaines en 2007, et permet au club d'accéder au CFA en 2009. Dans le même temps, il poursuit ses études (bac +5) et décroche un diplôme d'ingénieur en informatique (Responsable en Ingénierie Informatique et Management des Systèmes d'Informations à l'école d'ingénieurs informatique du Cesi de Toulouse).
Grâce à ces bonnes performances, il signe durant l'été 2010 au Gazélec Football Club Ajaccio, club ambitieux évoluant en CFA. Après avoir rapidement gagné sa place de titulaire, il ne sort plus de l'équipe et connaît quatre montées avec le club corse, pour finalement parvenir à la Ligue 1 en mai 2015, alors que le Gazélec dispose pourtant du plus petit budget de Ligue 2.
En fin de contrat en Corse, il est mis à l'essai par le Stade brestois fin juillet 2017 à la suite des départs de Donovan Léon et Joan Hartock.
Après une demi saison blanche, il s'engage en janvier 2018 au club de Marseille Consolat pour pallier les blessures des gardiens, il joue huit matchs et quitte le club en fin de saison.
Pour la saison 2018-2019, il est l'un des nombreux joueurs à tenter l'aventure dans le club italien de Vicence Virtus, mais le projet ne voit jamais le jour.
Il retourne en corse au Gazélec Football Club Ajaccio pour la saison 2019-2020 de National, en tant que gardien remplaçant. Le cub est relégué et il quitte le club.
Il continue sa carrière en corse, et signe pour deux saisons au FC Balagne en 2020. En 2022 il rejoint le FC Bastelicaccia club de Régional 1.

## Statistiques
| Saison                | Club                    | Championnat           | Championnat | Championnat | Coupe nationale | Coupe nationale | Coupe de la Ligue | Coupe de la Ligue | Total | Total |
| Saison                | Club                    | Division              | M.          | B.          | M.              | B.              | M.                | B.                | M.    | B.    |
| 2005-2006             | ESA Brive               | CFA                   | 31          | 0           | -               | -               | -                 | -                 | 31    | 0     |
| 2006-2007             | ESA Brive               | CFA                   | 30          | 0           | 1               | 0               | -                 | -                 | 31    | 0     |
| 2007-2008             | Toulouse Fontaines Club | CFA2                  | 33          | 0           | -               | -               | -                 | -                 | 33    | 0     |
| 2008-2009             | Toulouse Fontaines Club | CFA2                  | 29          | 0           | 1               | 0               | -                 | -                 | 30    | 0     |
| 2009-2010             | Toulouse Fontaines Club | CFA                   | 30          | 0           | 1               | 0               | -                 | -                 | 31    | 0     |
| 2010-2011             | GFC Ajaccio             | CFA                   | 24          | 0           | -               | -               | -                 | -                 | 24    | 0     |
| 2011-2012             | GFC Ajaccio             | National              | 33          | 0           | -               | -               | -                 | -                 | 33    | 0     |
| 2012-2013             | GFC Ajaccio             | Ligue 2               | 21          | 0           | 1               | 0               | 1                 | 0                 | 23    | 0     |
| 2013-2014             | GFC Ajaccio             | National              | 31          | 0           | 1               | 0               | -                 | -                 | 32    | 0     |
| 2014-2015             | GFC Ajaccio             | Ligue 2               | 35          | 0           | -               | -               | -                 | -                 | 35    | 0     |
| 2015-2016             | GFC Ajaccio             | Ligue 1               | 34          | 0           | -               | -               | 1                 | 0                 | 35    | 0     |
| 2016-2017             | GFC Ajaccio             | Ligue 2               | -           | -           | 3               | 0               | 1                 | 0                 | 4     | 0     |
| jan.2018-2018         | Marseille Consolat      | National              | 8           | -           | -               | -               | -                 | -                 | 8     | 0     |
| 2018-2019             | AC Vincenza 1902        | Serie D               | -           | -           |                 | 0               | 0                 | 0                 | 0     | 0     |
| 2019-2020             | GFC Ajaccio             | National              | 1           | 0           | -               | -               | -                 | -                 | 1     | 0     |
| 2020-2021             | Football Club Balagne   | Régional 1            | -           | -           | -               | 0               | 0                 | 0                 | 0     | 0     |
| 2021-2022             | Football Club Balagne   | Régional 1            | -           | -           | -               | 0               | 0                 | 0                 | 0     | 0     |
| 2022-2023             | FC Bastelicaccia        | Régional 1            | -           | -           | -               | 0               | 0                 | 0                 | 0     | 0     |
| 2023-2024             | FC Bastelicaccia        | Régional 1            | 8           | -           | -               | 0               | 0                 | 0                 | 8     | 0     |
| Total sur la carrière | Total sur la carrière   | Total sur la carrière | 339         | 0           | 8               | 0               | 3                 | 0                 | 350   | 0     |

## Palmarès
Clément Maury remporte le Championnat de France Amateur 2 en 2009 avec Toulouse Fontaines puis le Championnat de France Amateur en 2011 avec le GFC Ajaccio. Avec le GFC Ajaccio il termine également deux fois sur le podium de National et réalise donc deux accessions (2012 et 2014) en Ligue 2. Il est également vice-champion de Ligue 2 en 2015 ce qui lui permet la saison suivante de jouer en Ligue 1.
Il est aussi par la suite Champion de Régional 1 avec le FC Balagne en 2022.